# Clydonella wardi
Clydonella wardi – gatunek ameby należący do rodziny  Vannellidae z supergrupy Amoebozoa według klasyfikacji Cavaliera-Smitha.
Forma pełzająca jest kształtu jajowatego. Hialoplazma zajmuje około połowę lub więcej całkowitej długości pełzaka. Osobnik dorosły osiąga długość 14 – 20 μm, szerokość 13 – 19 μm. Posiada pojedyncze jądro o średnicy 3 – 3,5 μm z centralnie umieszczonym jąderkiem o średnicy około 2,5 μm.
Forma swobodnie pływająca posiada wiele długich, tępo zakończone pseudopodiów.
Występuje w Atlantyku oraz w Zatoce Meksykańskiej.